# Monument aux 1300 ans de la Bulgarie
Le monument aux 1300 ans de la Bulgarie (en bulgare : Паметник 1300 години България), également connu sous le nom de Monument aux fondateurs de l'État bulgare (Паметник на създателите на Българската държава), est un grand monument construit sur un plateau au-dessus de la ville de Choumen, en Bulgarie en 1981 pour commémorer le 1300e anniversaire du Premier Empire bulgare.
Conçu par les sculpteurs bulgares Krum Damyanov et Ivan Slavov, le monument est construit en béton dans un style cubiste (en) et brutaliste.
Dressé à une altitude de 450 m et visible à partir de 30 km de distance, le monument fait partie des 100 sites touristiques de Bulgarie (en).

## Historique
L'idée de la construction du monument est née en 1977 lors des préparatifs des célébrations du 1300e anniversaire du Premier Empire bulgare. La construction a commencé en août 1979 et le monument est inauguré par la République populaire de Bulgarie le 28 novembre 1981 à l'occasion de cette célébration,. « Pendant 22 mois, des sculpteurs, des architectes, des ingénieurs, des tailleurs de pierre et des bâtisseurs ont érigé les tours en béton, sculpté les signes, les symboles et les images des créateurs et bâtisseurs de l'État bulgare », déclare le maire de Choumen à l'occasion des 40 ans de l'érection du monument, en 2021.
À travers ses figures, symboles, inscriptions et autres artefacts inclus dans l'exposition, l'histoire de la Bulgarie est racontée du VIIe au IXe siècle, quand la région de Choumen était le centre de l'État, raison pour laquelle le monument a été érigé ici,.
En 2021, Choumen obtient une aide financière du ministère de la Culture pour la préparation d'un projet de conservation et de restauration du complexe commémoratif.

## Localisation
Le monument est érigé au sommet d'une colline située dans le parc naturel « Le plateau de Choumen », à proximité de Choumen (15 km) et à 2 km du village de Madara, au nord-est de la Bulgarie,. Ce parc est une réserve historique et archéologique nationale, dont le principal point culminant est le Cavalier de Madara, patrimoine mondial de l'UNESCO depuis 1979.
On y accède par un escalier processionnel en béton depuis Choumen, ou par la route. Situé à une altitude de 450 m, le monument est visible à 30 km de distance,.

## Description

### Le monument
Le monument est constitué de deux blocs de béton orientés du nord au sud sur lesquels sont montés 21 sculptures représentant les souverains bulgares qui ont régné du VIIe au Xe siècle. Parmi eux, les khans (souverains) historiques de la Bulgarie y sont représentés : Asparoukh, le fondateur ; Tervel, le premier diplomate bulgare ayant reçu le titre de César de l'empereur byzantin ; Kroum, le législateur ; Omourtag, le constructeur ; le prince Boris Ier, le baptiseur ; le tsar Siméon Ier et les scribes et saints de l'Église bulgare Clément, Naum et Angelar.
Les figures sont accompagnées par un triptyque de mosaïques en couleur et des fragments d'inscriptions de textes historiques tels que celui qui commence par « Човек и добре да живее, умира и друг се ражда... » (L'homme vit bien, meurt et un autre naît...). Considérée comme la plus grande visible en plein air aux Balkans, cette mosaïque symbolise à travers ses visages et ses lettres la fondation, le développement et la prospérité de l’État,.
À 50 m de hauteur, se dresse la figure du lion, l'emblème animal du pays et symbole de la puissance et de la vitalité bulgare.
Des croix du Moyen âge et une colonne complètent la galerie.

### Autres bâtiments
À proximité du monument, la reproduction d'une yourte protobulgare permet aux touristes d'expérimenter la vie quotidienne des premiers Bulgares, y compris se déguiser et tirer à l'arc.
Le centre d'information propose une exposition permanente, « L’art monumental des dernières décennies du XXe siècle », constituée de films. Le bâtiment accueille aussi des cérémonies de mariage.

## Les auteurs
Le monument est l'œuvre d'une équipe de concepteurs et d'entrepreneurs, dirigée par les professeurs et sculpteurs Krum Damyanov et Ivan Slavov. Il est construit en béton dans un style cubiste (en) et brutaliste, dans la lignée d'une architecture socialiste, qui rejette une esthétique pure à la faveur de sa fonctionnalité.
Krum Damyanov (1933-) a été enseignant à l'Université d'architecture, de construction et de géodésie et à l'Académie nationale des arts de Sofia. Il est l'auteur de monuments tels que le Drapeau de Samara (1977) à Stara Zagora, le Drapeau de la paix (1980) à Sofia, la Dynastie Asen (1985) à Veliko Tarnovo, Orpheus à Kardzhali, le clocher à Haskovo, VMRO à Kyustendil.
Ivan Slavov (1952-) a été enseignant à l'Académie bulgare des sciences de Sofia. Il est notamment l'auteur du Drapeau de Samara (1977) à Stara Zagora et de la statue Stefan Stambolov à Sofia.
Ont aussi collaboré :
- L'architecte Georgi Gechev (1945-), qui a lui aussi travaillé sur le Drapeau de la paix et Dynasty Asen ;
- Le graveur et sculpteur Vladislav Paskalev (1933-), directeur de l'Académie nationale des arts de 1992 à 1995 où il a aussi été chargé de cours sur « Livres et estampes ». Il a notamment réalisé une sculpture monumentale Ivan Lazarov en 1981.
- L'architecte et sculpteur Blagoi Atanasov, qui a eu une longue carrière de sculpteur et a brièvement enseigné à Washington.

## Galerie

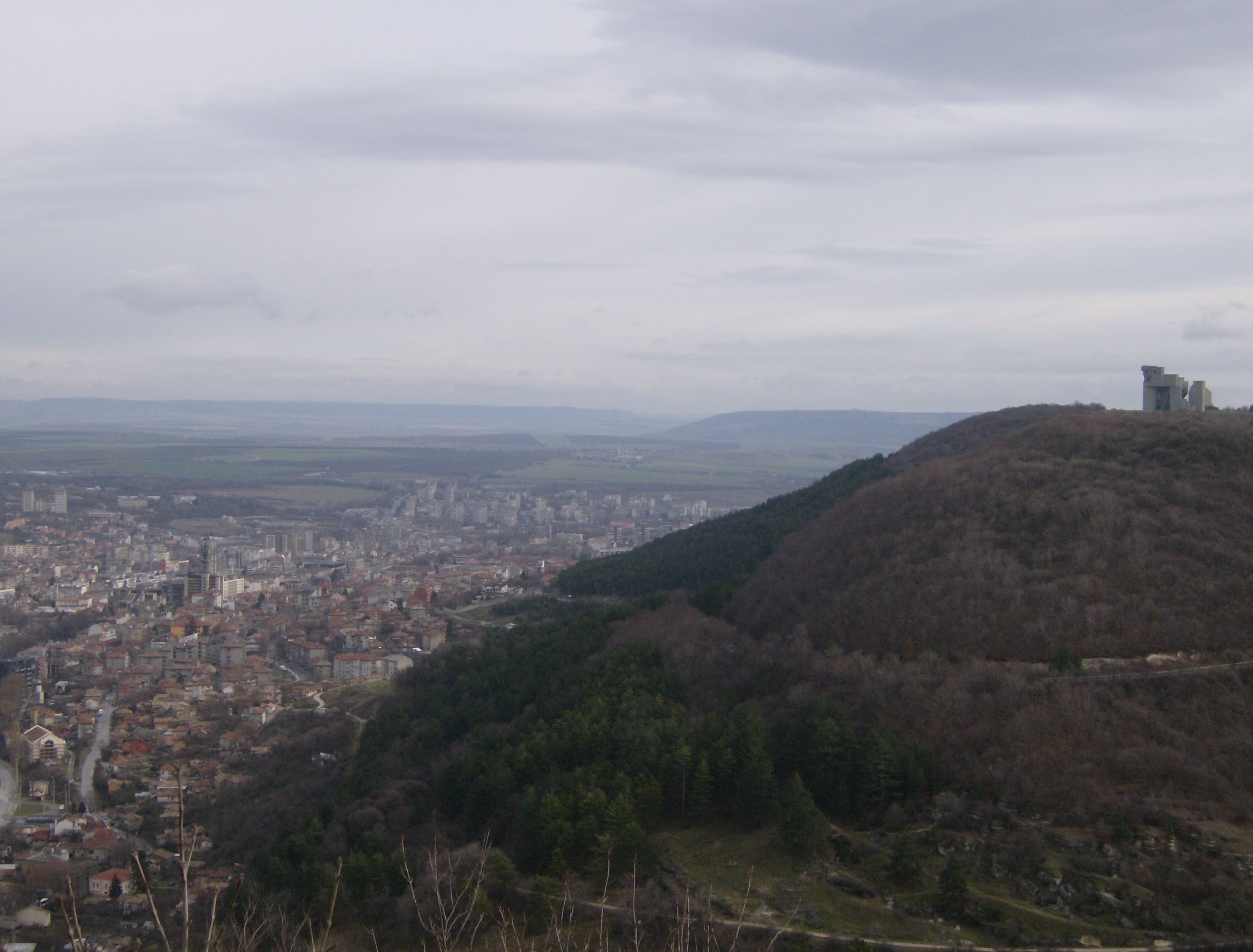
Localisation du bâtiment sur les hauteurs de Choumen.
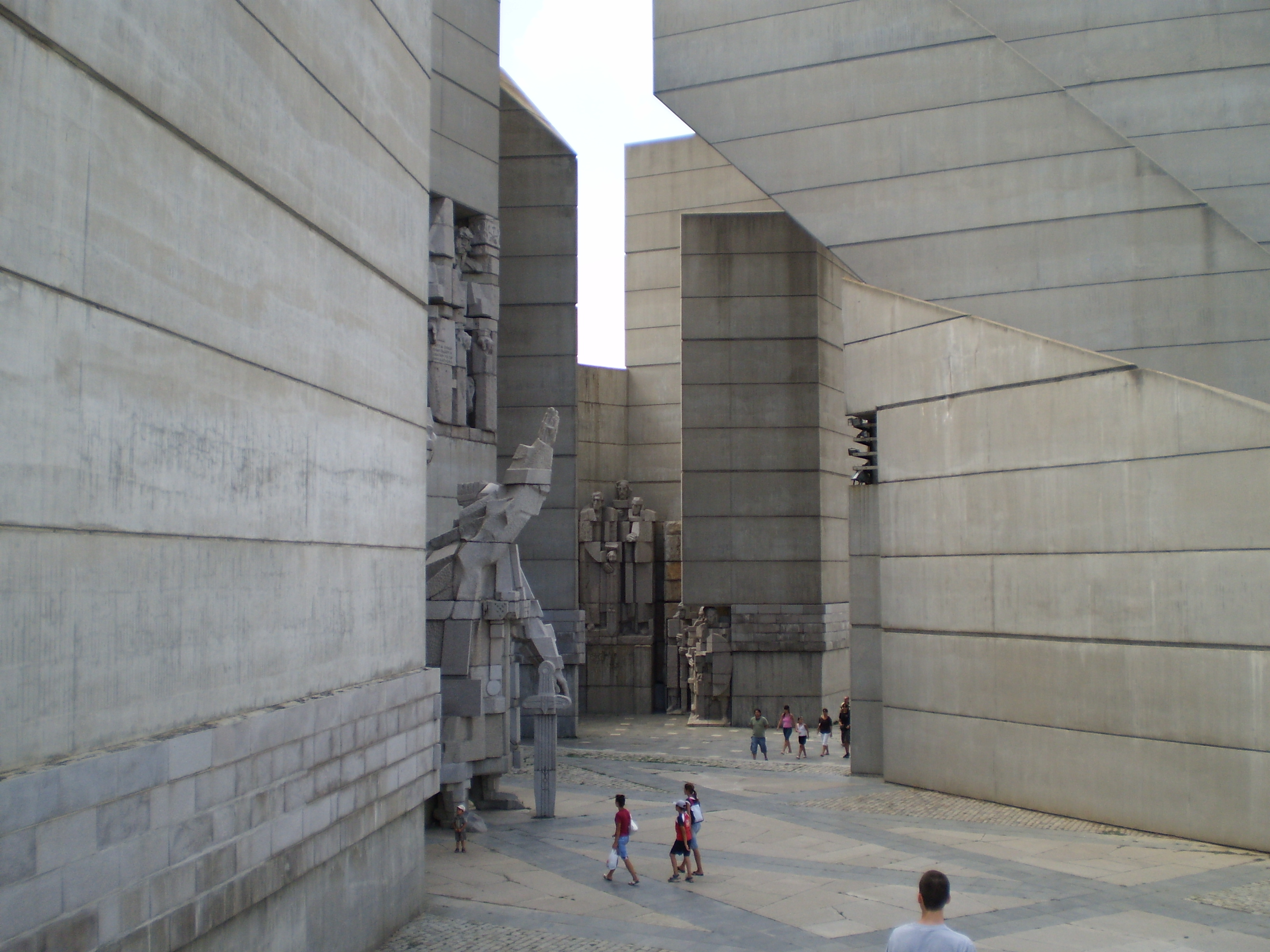
Vue intérieure.
Sculptures représentant de gauche à droite : Kroum, Omourtag et Tervel.

## Usages
En plus d'être un attrait touristique majeur — le monument fait partie des 100 sites touristiques de Bulgarie (en) —, il sert de cadre pour des concerts ou pièces de théâtre,, ou encore pour le tournage de films.